# Berthe de Courrière

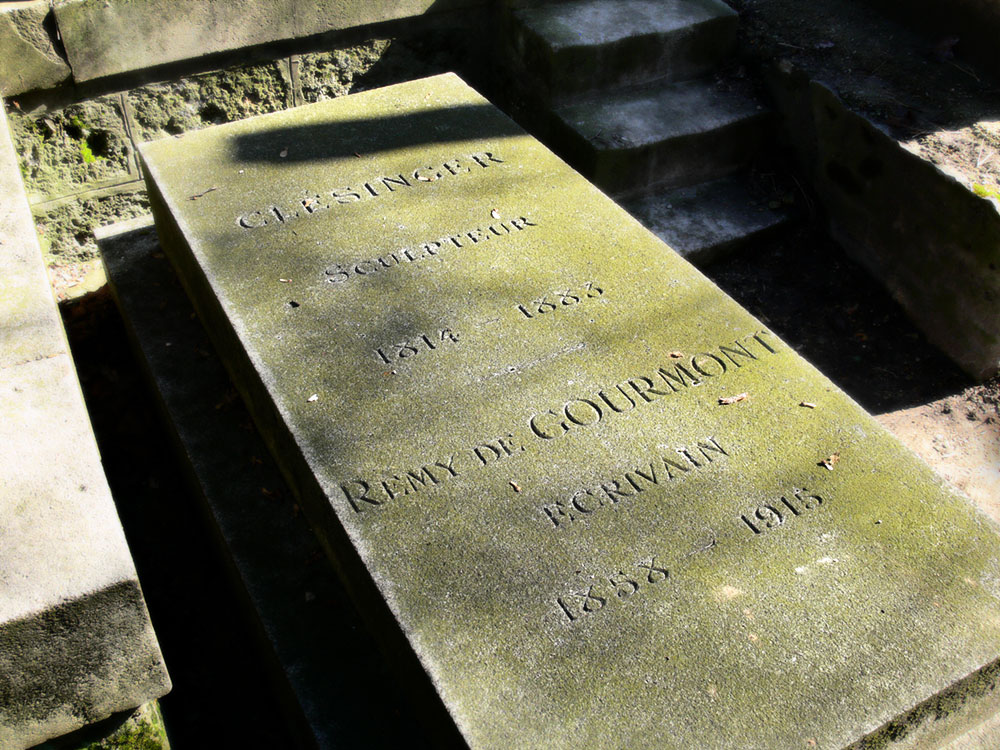
Graf van Auguste Clésinger, Remy de Gourmont en Berthe de Courrière
(Cimetière du Père-Lachaise)

Caroline Louise Victoire Courrière, genaamd Berthe de Courrière, (Rijsel, juni 1852 - Parijs, 14 juni 1916) behoorde tot de Parijse demi-monde.

## Levensloop
Twintig geworden en voorzien van weelderige vormen, trok Courrière naar Parijs. Ze werd er vlug de maîtresse van generaal Georges Boulanger en van verschillende ministers.
De beeldhouwer Auguste Clésinger (1814-1883), de schoonzoon van George Sand, merkte de jonge dame op die vanwege haar fysiek vaak de bijnamen kreeg van "la grande dame" of van "Berthe aux grands pieds". Hij nam ze als maîtresse en meteen als model voor de buste van Marianne, die zich nu in de Franse Senaat bevindt, en voor het kolossale beeld van de Republiek dat troonde op de Parijse Wereldtentoonstelling van 1878. Toen Clésinger in 1883 overleed, was Courrière zijn legataris en verwierf ze aldus een mooi fortuin.
In 1886 maakte ze kennis met de jonge letterkundige Remy de Gourmont en ze gaf hem opdracht tot het schrijven van een studie over Clésinger. Ze werd weldra zijn maîtresse en zijn 'égérie' en bleef dit tot aan zijn dood in 1915. Hij nam bij haar zijn intrek eerst in de Rue de Varenne en vervolgens in de Rue des Saints-Pères. Ze overleed kort na hem en allebei werden bijgezet in het graf van Clésinger op het kerkhof Père-Lachaise. 
De hartstochtelijke brieven die Gourmont in 1889 naar haar stuurde, werden in 1921 gepubliceerd onder de titel Lettres à Sixtine. Ze werd ook het hoofdpersonage in twee romans van Gourmont, Sixtine, roman de la vie cérébrale (1890) en Fantôme (1893). Gourmont leerde haar ook Joris-Karl Huysmans kennen, die haar tot model nam voor het personage van Hyacinthe Chantelouve in zijn roman Là-Bas (1891). 

## Occultisme
Haar contacten met Huysmans wekten bij haar de belangstelling op voor het satanisme en maakten dat ze relaties aanknoopte met priesters die zich min of meer in de marge van de orthodoxie bewogen.
Ze zocht priesters op en knoopte relaties aan onder het voorwendsel dat ze haar biecht wilde spreken of zich wilde bekeren. Onder haar relaties bevonden zich de Lyonese, met interdict geslagen ex-priester Joseph-Antoine Boullan (1824-1893) en de aalmoezenier van de Parijse artiesten Arthur Meunier (1853-1944). Bij Mugnier bekeerde zij zich, al dan niet oprecht, tot het katholicisme. De Brugse dichter Guido Gezelle, die toen in Kortrijk woonde, koos ze uit als een van haar prooien, maar hij werd door zijn omgeving beschermd (meer bepaald door deken De Gryse) en ze geraakte niet tot bij hem. Een priester die makkelijker bereikbaar bleek, was de proost van de Heilig Bloedkapel in Brugge, Lodewijk Van Haecke. Ze kwam hem thuis opzoeken en daar het gesprek lang duurde bood hij aan dat ze bij hem mocht overnachten. De aanwezigheid van zijn preutse huishoudster verhinderde elke mogelijkheid van ongepaste relaties.
In de vroege ochtend van 8 september 1890 trof de politie haar aan op de vesting bij de Smedenpoort. Ze was uiterst schaars gekleed en sprak onsamenhangende taal. Onbekend als ze bleek te zijn, vond men geen andere oplossing dan haar toe te vertrouwen aan het Sint-Juliaangesticht voor psychisch gestoorden. Na enkele weken had ze haar zinnen herwonnen en riep ze de hulp in van Remy de Gourmont, die haar kwam ophalen. Later, in 1906, werd ze in Brussel nog een tweede maal geïnterneerd. Ze werd ook in Parijs behandeld door de beroemde dokter Charcot (1825-1893), tegen wie ze een hevig pamflet publiceerde onder de titel Néron, prince de la science.
Haar belangstelling voor priesters en voor alles wat met godsdienst en liturgie te maken had, nam ziekelijke vormen aan. De schrijfster Rachilde beweerde dat ze gezien had hoe ze gewijde hosties uit haar handtas haalde om ze aan dwalende honden toe te werpen. Haar woning was, volgens Henry de Groux, "een heterocliet interieur, half-heidens, half-katholiek, met veel kazuifels, altaardwalen, uiteenlopende religieuze voorwerpen, monstransen, corporalen, dalmatieken, kandelaars met veelkleurige kaarsen, opgesteld in duistere hoeken, naast een koorlessenaar die op zijn vleugels erotische versieringen had, geïnspireerd door Félicien Rops of de markies de Sade. Alles werd omgeven door geuren van benzoëhars, amber, en vooral wierook".
Ze had de reputatie deel te nemen aan zwarte missen en andere satanistische activiteiten.